# Santiago Ladino
Santiago Andrés Ladino (Buenos Aires, Argentina, 21 de octubre de 1980) es un exfutbolista, y actual entrenador y periodista deportivo argentino. Jugaba de Lateral derecho, su último club fue All Boys.

## Biografía
Debutó en Vélez Sársfield en el 2000 y formó parte de la escuadra que conquistó el campeonato Clausura 05; . En enero del 2007, después de jugar 116 partidos con Vélez, queda libre y ficha por el Lorca Deportiva de la Segunda División española. Su contrato a préstamo fue de seis meses y al finalizar la temporada se va a jugar a Italia al AS Bari. En el 2009 regresa a la Argentina para jugar por una temporada en Gimnasia y Esgrima de Jujuy. Luego recala en Banfield (equipo del sur del Área Metropolitana de Buenos Aires) donde se vuelve a coronar Campeón en el Apertura 09; dejando el club en junio del 2012. Luego llega a Atlético Tucumán, club de la Segunda División donde juega durante un año en el Nacional B. En el año 2013 retoma a la Primera División de la Argentina defendiendo los colores del All Boys donde jugó hasta el final del campeonato. 
Hasta el año corriente, no ha marcado ningún gol en todos los partidos disputados.

## Clubes
| Club                        | País      | Año         |
| --------------------------- | --------- | ----------- |
| Vélez Sársfield             | Argentina | 2000 - 2006 |
| Lorca Deportiva             | España    | 2007        |
| AS Bari                     | Italia    | 2007 - 2008 |
| Gimnasia y Esgrima de Jujuy | Argentina | 2009        |
| Club Atlético Banfield      | Argentina | 2009 - 2012 |
| Atlético Tucumán            | Argentina | 2012 - 2013 |
| All Boys                    | Argentina | 2013 - 2014 |

## Palmarés

### Campeonatos nacionales
| Título           | Club            | País      | Año      |
| ---------------- | --------------- | --------- | -------- |
| Primera División | Vélez Sársfield | Argentina | C - 2005 |
| Primera División | Banfield        | Argentina | A - 2009 |

- Datos: Q1160880